# Veronica Napoli
Veronica Napoli (Merano, 1º febbraio 1990) è una calciatrice statunitense naturalizzata italiana, di ruolo centrocampista offensivo, dal 2016 svincolata.

## Caratteristiche tecniche
Benché negli Stati Uniti d'America abbia giocato come attaccante, nell'AGSM Verona ha ricoperto il ruolo di ala.

## Biografia
Veronica nasce a Merano, in Italia, terzogenita degli statunitensi Joseph e Micheala Napoli. Dopo aver vissuto per breve tempo a Bressanone si trasferisce negli Stati Uniti d'America, a Newport, nel Rhode Island. In seguito frequenta la Prout School di Wakefield prima di trasferirsi a Boston per frequentare la Northeastern University.

## Carriera

### Club
Veronica cresce calcisticamente a Wakefield, nella squadra femminile della Prout School. Trasferitasi all'Università entra a far parte dell'organico della squadra di calcio femminile, il Northeastern Women's Club Soccer (NUWCS), dove partecipa al NCAA Division I. Qui rimane per tutto il periodo scolastico, dal 2008 al 2011 diventando capocannoniere della squadra di tutti i tempi con 36 gol segnati in 80 partite. In quell'anno viene contattata per essere inserita nel All-CAA Women's Soccer First Team, la squadra composta dalle varie calciatrici della Colonial Athletic Association (CAA).
Approda al calcio professionistico sottoscrivendo un contratto con i Boston Breakers, società calcistica femminile con sede a Somerville (Massachusetts), con i quali nel 2012 partecipò all'unico campionato Women's Premier Soccer League Elite (WPSL Elite).
Nel 2013 si trasferisce in Italia firmando un contratto con l'AGSM Verona. Nella stagione di Serie A 2013-2014 contribuisce a far raggiungere alla società veronese il quarto posto siglando 17 gol in 26 partite.
Al termine del campionato decide di lasciare l'Italia accordandosi con il Twente Vrouwen, società olandese che ha conquistato per il secondo anno consecutivo lo scudetto nella BeNe League.
Nel 2015 lo Sporting Huelva annuncia un accordo di collaborazione con la giocatrice italostatunitense.
Nell'estate 2016 Napoli decide di trasferisrsi in Islanda, accettando la proposta dellÍBV Vestmannæyja per giocare in Úrvalsdeild kvenna, livello di vertice del campionato nazionale. Gioca le ultime 8 partite siglando anche una rete contribuendo a far conquistare alla squadra il quinto posto in campionato.

### Nazionale
Il commissario tecnico Antonio Cabrini la convoca nella Nazionale di calcio femminile dell'Italia nel maggio 2014 in occasione della partita amichevole contro la nazionale del Bahrain